# Christoph Härtel
Christoph Härtel (* 3. März 1974 in Rostock) ist ein deutscher Kinderarzt mit den Schwerpunkten Neugeborenenmedizin und Immunologie.

## Leben
Christoph Härtel studierte ab 1992 Humanmedizin in Rostock und Cincinnati (1995 bis 1996). 2000 erlangte er die Approbation und im selben Jahr den medizinischen Doktortitel. Von 2000 bis 2007 arbeitet er als Assistenzarzt in der Klinik für Kinder- und Jugendmedizin am Universitätsklinikum Schleswig-Holstein in Lübeck. Zwischen 2007 und 2009 folgte eine Ausbildung in Neonatologie und Pädiatrische Onkologie in Sydney. Nach der Habilitation zum Thema „Die Zeit und ihre Bedeutung für sehr kleine Frühgeborene“ 2009 war C. Härtel bis 2020 als Oberarzt und schließlich geschäftsführender Oberarzt in der Klinik für Kinder- und Jugendmedizin in Lübeck. Er leitete dort den Bereich Pädiatrische Infektiologie, Immunologie und Rheumatologie. 2020 wurde Härtel zum Direktor der Universitätskinderklinik Würzburg in der Nachfolge von Christian Speer ernannt.

## Wirken
Christoph Härtels wissenschaftlicher Schwerpunkt liegt in der Erforschung optimaler Bedingungen für die Entwicklung extrem frühgeborenen Kinder insbesondere in überregionalen Forschungsnetzwerken.  Ein spezieller Fokus ist dabei die Entwicklung des Immunsystems. Wichtige Beiträge waren Aufbau und Leitung (mit Philipp Henneke, Freiburg) der multizentrischen interventionellen Studie PRIMAL (Prägung der Immunantwort am Lebensbeginn) zum Potential probiotischer Bakterien für die Immunreifung, und Erkenntnisse zur Rolle genetischer Varianten für die klinische Prognose extrem frühgeborener Kinder. Darüber hinaus war Christoph Härtel maßgeblich an verschiedenen Studien des Deutschen Frühgeborenennetzwerkes (GNN) beteiligt. Seit seiner Berufung nach Würzburg baut er die dortige Kinderklinik und Poliklinik als Forschungszentrum für die Immunentwicklung Neugeborener weiter aus.

## Auszeichnungen (Auswahl)
- 2021 Forschungspreis klinische Forschung der Deutschen Interdisziplinären Vereinigung für Intensiv- und Notfallmedizin
- 2009 Vortragspreis, 17. Jahrestagung der Deutschen Gesellschaft für pädiatrische Infektiologie
- 2006 Graduiertenstipendium der Stiftung für therapeutische Forschung

## Veröffentlichungen

### Beiträge in Sammelwerken und Zeitschriften
- Annika Hartz, Lena Schreiter, Julia Pagel, Katja Moser, Christian Wieg, Anneke Grotheer, Jan Rupp, Egbert Herting, Wolfgang Göpel, Christoph Härtel: Mannose-binding lectin and mannose-binding protein-associated serine protease 2 levels and infection in very-low-birth-weight infants. In: Pediatric Research. Band 84, Nr. 1, Juli 2018, ISSN 0031-3998, S. 134–138, doi:10.1038/s41390-018-0017-9.
- Janina Marißen, Annette Haiß, Claudius Meyer, Thea Van Rossum, Lisa Marie Bünte, David Frommhold, Christian Gille, Sybelle Goedicke-Fritz, Wolfgang Göpel, Hannes Hudalla, Julia Pagel, Sabine Pirr, Bastian Siller, Dorothee Viemann, Maren Vens, Inke König, Egbert Herting, Michael Zemlin, Stephan Gehring, Peer Bork, Philipp Henneke, Christoph Härtel: Efficacy of Bifidobacterium longum, B. infantis and Lactobacillus acidophilus probiotics to prevent gut dysbiosis in preterm infants of 28+0–32+6 weeks of gestation: a randomised, placebo-controlled, double-blind, multicentre trial: the PRIMAL Clinical Study protocol. In: BMJ Open. Band 9, Nr. 11, November 2019, ISSN 2044-6055, S. e032617, doi:10.1136/bmjopen-2019-032617, PMID 31753895, PMC 6886923 (freier Volltext).